# 베네수엘라 요리

파베욘 크리오요

베네수엘라 요리(Venezuela 料理, 스페인어: cocina venezolana 코시나 베네솔라나[*])는 남아메리카 북부에 있는 베네수엘라의 요리이다. 인종 분포가 대개 이탈리아계, 스페인계, 그리스계가 많다 보니 해당 후손의 분포도에 따라 유럽풍의 요리 형식을 나타냄과 동시에 국경에 따라 요리의 형태가 상당히 차이가 크다. 때문에 크게 분류할 필요가 크다.
감자와 토마토, 양파, 양상추, 시금치 등은 베네수엘라 식단의 기본에 해당한다.

## 지역별
- 동부, 남북부지방 요리(구야나, 카리베 지역 등): 해산물 소비가 특히 많은 지역이며 지역 야채인 얌과 소금에 절인 생선 구이 요리에 감자를 요리해서 먹는 것이 흔하다. 옥수수, 쇠고기, 파스타가 유명하다.

- 서부지방: 이 지방에는 염소가 많이 분포해서 토마토와 곁들여 고기 요리를 해먹거나 토끼고기를 많이 먹는다. 요리용 바나나와 치즈의 소비가 광범위한 지방이기도 하며 콜롬비아의 영향을 많이 받았다.

- 중부지방: 쇠고기와 돼지고기, 생선 요리가 많이 소비되는데 스튜로 많이 먹는다. 파스타 요리나 밥, 샐러드 등을 많이 먹는데 이탈리아식 요리가 특히 강하다.

- 안데스산맥 안쪽 지방: 감자가 많이 나는 산간지역에서는 다연스레 감자 소비가 높으며 밀 소비와 양고기, 닭고기 등 가금류 소비가 많다. 송어 소비가 있는데 해안지역이 없는 탓에 강을 따라 분포하는 양식장에서 사온다. 유럽인의 영향력도 있다지만 안데스 원주민의 문화가 그나마 많이 남아 있는 곳이다.

## 같이 보기
- 남아메리카 요리
- 라틴 아메리카 요리